# Altocumulus lenticularis
Altocumulus lenticularis of lenswolk is een wolkensoort en is onderdeel van een internationaal systeem om wolken te classificeren naar eigenschap volgens de internationale wolkenclassificatie. Altocumulus lenticularis komt van het geslacht altocumulus, met als betekenis hoog- (alto) en -gestapeld (cumulus). De term lenticularis komt van amandelvormig of lensvormig. Het ziet eruit als een reusachtig luchtschip of een sigaar met gladgepolijste randen. Die opvallende vormen danken hun ontstaan aan wind of golfvormige beweging van lucht onder invloed van heuvels of bergen.
Wanneer de wind met een flinke kracht tegen de berg blaast wordt de lucht gedwongen te stijgen. Aan de achterzijde van de berg daalt de lucht dan weer.
Zo'n stijgbeweging plant zich voort tot hoog boven het niveau van de berg. Luchtlagen hoger in de atmosfeer koelen tijdens dat stijgproces af en raken soms verzadigd met waterdamp, waardoor zich wolken kunnen vormen. Daalt de lucht verderop, dan wordt ze weer warmer en raakt onverzadigd. De bewolking lost dan op.
Een lenswolk blijft daarom min of meer permanent boven dezelfde plaats hangen, terwijl de lucht gewoon verder stroomt. Vorming van lenswolken kan duiden op snelle stromingen in de hogere luchtlagen of plotseling toename van de wind op een bepaalde hoogte. Ballonvaarders en deltavliegers worden in dergelijke situaties gewaarschuwd om niet te hoog te stijgen, om te voorkomen dat ze plotseling in deze "snelle" luchtlagen terechtkomen. Een plotselinge toename van de windsnelheid kan een ballon ineendrukken en een zeilvlieger doen kantelen, waardoor ze draagvermogen verliezen en in een vrije val geraken. Zweefvliegtuigen daarentegen gebruiken deze luchtstromingen om hoogte te winnen en kunnen daarin grote afstanden afleggen. Zowel het wereldhoogterecord alsmede het wereldafstandsrecord zweefvliegen zijn onder deze condities gevlogen.
Lensvormen doen zich in de bergen vaak voor bij föhnwinden en bij mooi-weersituaties. Ze zijn echter geen voorbode van mooi weer, vaak wordt het daarna minder fraai en kan er zelfs regen vallen.

## Iriserende wolken
Altocumulus lenticularis is het ideale wolkentype om het optisch verschijnsel irisatie in waar te nemen. Iriserende wolken zijn sterk verwant aan het cirkel- of ringvormig spectrumkleurig corona verschijnsel (de krans). De irisatie in Altocumulus lenticularis doet zich voor als grillig gevormde spectrumkleurige banden of omzomingen van lensvormige (of eilandvormige) wolken. De opvallende kleurenpracht van iriserende wolken kan vergeleken worden met deze van parelmoerwolken.